# Grand Prix automobile des États-Unis Ouest 1976
Résultats du Grand Prix des États-Unis Ouest de Formule 1 1976 qui a eu lieu sur le circuit urbain de Long Beach le 28 mars 1976.

## Classement
| Pos  | N° | Pilote             | Écurie             | Tours | Temps/Abandon       | Grille | Points |
| ---- | -- | ------------------ | ------------------ | ----- | ------------------- | ------ | ------ |
| 1    | 2  | Clay Regazzoni     | Ferrari            | 80    | 1 h 53 min 18 s 471 | 1      | 9      |
| 2    | 1  | Niki Lauda         | Ferrari            | 80    | + 42 s 414          | 4      | 6      |
| 3    | 4  | Patrick Depailler  | Tyrrell-Ford       | 80    | + 49 s 972          | 2      | 4      |
| 4    | 26 | Jacques Laffite    | Ligier-Matra       | 80    | + 1 min 12 s 828    | 12     | 3      |
| 5    | 12 | Jochen Mass        | McLaren-Ford       | 80    | + 1 min 22 s 292    | 14     | 2      |
| 6    | 30 | Emerson Fittipaldi | Copersucar-Ford    | 79    | + 1 tour            | 16     | 1      |
| 7    | 17 | Jean-Pierre Jarier | Shadow-Ford        | 79    | + 1 tour            | 7      |        |
| 8    | 22 | Chris Amon         | Ensign-Ford        | 78    | +2 tours            | 17     |        |
| 9    | 8  | Carlos Pace        | Brabham-Alfa Romeo | 77    | + 3 tours           | 13     |        |
| 10   | 10 | Ronnie Peterson    | March-Ford         | 77    | + 3 tours           | 6      |        |
| Nc.  | 19 | Alan Jones         | Surtees-Ford       | 70    | Non classé          | 19     |        |
| Nc.  | 28 | John Watson        | Penske-Ford        | 69    | Non classé          | 9      |        |
| Abd. | 3  | Jody Scheckter     | Tyrrell-Ford       | 34    | Suspension          | 11     |        |
| Abd. | 16 | Tom Pryce          | Shadow-Ford        | 32    | Transmission        | 5      |        |
| Abd. | 27 | Mario Andretti     | Parnelli-Ford      | 15    | Fuite d'eau         | 15     |        |
| Abd. | 11 | James Hunt         | McLaren-Ford       | 3     | Accident            | 3      |        |
| Abd. | 34 | Hans-Joachim Stuck | March-Ford         | 2     | Accident            | 18     |        |
| Abd. | 9  | Vittorio Brambilla | March-Ford         | 0     | Accident            | 20     |        |
| Abd. | 7  | Carlos Reutemann   | Brabham-Alfa Romeo | 0     | Accident            | 10     |        |
| Abd. | 6  | Gunnar Nilsson     | Lotus-Ford         | 0     | Suspension          | 8      |        |
| Nq.  | 21 | Michel Leclère     | Wolf-Williams-Ford |       | Non qualifié        | 0      |        |
| Nq.  | 31 | Ingo Hoffmann      | Copersucar-Ford    |       | Non qualifié        | 0      |        |
| Nq.  | 35 | Arturo Merzario    | March-Ford         |       | Non qualifié        | 0      |        |
| Nq.  | 5  | Bob Evans          | Lotus-Ford         |       | Non qualifié        | 0      |        |
| Nq.  | 20 | Jacky Ickx         | Wolf-Williams-Ford |       | Non qualifié        | 0      |        |
| Nq.  | 24 | Harald Ertl        | Hesketh-Ford       |       | Non qualifié        | 0      |        |
| Nq.  | 18 | Brett Lunger       | Surtees-Ford       |       | Non qualifié        | 0      |        |

Légende :
- Abd.=Abandon

## Pole position et record du tour
- Pole position : Clay Regazzoni en 1 min 23 s 099 (vitesse moyenne : 140,839 km/h).
- Tour le plus rapide : Clay Regazzoni en 1 min 23 s 076 au 61e tour (vitesse moyenne : 140,878 km/h).

## Tours en tête
- Clay Regazzoni : 80 (1-80)

## À noter
- 4e victoire pour Clay Regazzoni.
- 61e victoire pour Ferrari en tant que constructeur.
- 61e victoire pour Ferrari en tant que motoriste.
- 16e et dernier Grand Prix pour l'écurie Vel's Parnelli Jones Racing.